# جایگزینی دستور
در محاسبات ، جایگزینی دستور تسهیلاتی است که اجازه می دهد یک دستور اجرا شود و خروجی آن به عنوان آرگومان برای دستور دیگر در خط فرمان قرار گیرد. جایگزینی فرمان برای اولین بار در پوسته Bourne ظاهر شد،  با نسخه 7 یونیکس در سال 1979 معرفی شد، و به عنوان مشخصه تمام پوسته های یونیکس بعدی باقی مانده است. این ویژگی از آن زمان در زبان های برنامه نویسی دیگر نیز استفاده شده است، از جمله Perl ، PHP ، Ruby و Powershell مایکروسافت تحت ویندوز . همچنین در CMD مایکروسافت ظاهر می شود. EXE در دستور FOR و دستور ( ) .

## نحو و معناشناسی
پوسته‌ها معمولاً با ایجاد یک فرآیند فرزند برای اجرای اولین دستور با خروجی استاندارد آن به پوسته، جایگزینی دستور را اجرا می‌کنند، که آن خروجی را می‌خواند و آن را به کلمات جدا شده با فضای خالی تجزیه می‌کند . از آنجایی که پوسته نمی‌تواند بداند که تمام خروجی فرزند را دارد تا زمانی که لوله بسته شود یا کودک بمیرد، تا آن زمان منتظر می‌ماند تا پردازش فرزند دیگری را برای اجرای فرمان دوم آغاز کند.

این مثال پوسته C نشان می‌دهد که چگونه می‌توان تمام فایل‌های C حاوی رشته malloc با استفاده از fgrep جستجو کرد و سپس هر فایلی را که با استفاده از ویرایشگر vi یافت شد ویرایش کرد. نماد نحوی نشان داده شده در اینجا، ` ... ` ، با استفاده از نقل قول به عنوان جداکننده ، سبک اصلی است و توسط تمام پوسته های رایج یونیکس پشتیبانی می شود.
```
$MyVariable
 
=
 
(
ls
)

echo 
$MyVariable

```

ایراداتی به نحو ، نحوه تایپ آن، و معنایی ، نحوه کارکرد آن مطرح شده است.

در حالی که تایپ کردن آسان است، عامل مهمی برای یک پردازشگر دستور تعاملی است، اما نحو مورد انتقاد قرار گرفته است به عنوان نامناسب برای تودرتو، قرار دادن یک جایگزین دستور در دیگری، زیرا هر دو جداکننده سمت چپ و راست یکسان هستند.  KornShell (ksh)  این مشکل را با یک نماد جایگزین، $( ... ) با وام گرفتن از سبک نمادی که برای جایگزینی متغیر استفاده می شود. امروزه اکثر پوسته های یونیکس از این نحو پشتیبانی می کنند. PowerShell مایکروسافت نیز از این نماد استفاده می کند، با همان معنایی.
```
#!/bin/csh

vi
 
`
fgrep
 
-l
 
malloc
 
*.c
`

```

معناشناسی، شکستن خروجی به کلمات در فضای خالی، نیز مورد انتقاد قرار گرفته است. در سیستم‌های یونیکس اولیه که نام فایل‌ها هرگز دارای فاصله نبودند، به خوبی کار می‌کرد، اما در سیستم‌های مدرن ویندوز و لینوکس که نام فایل‌ها مطمئناً می‌توانند حاوی فاصله باشند، به خوبی کار نمی‌کند.  در هر یک از این مثال‌های قبلی، اگر هر یک از نام‌های فایل منطبق با علامت *.c حاوی یک فاصله باشد، آن نام فایل به دو آرگومان جداگانه برای vi شکسته می‌شود، به وضوح آنچه در نظر گرفته شده نیست. پوسته هامیلتون C این مشکل را با نماد quote دوگانه، `` حل کرد ... `` ، که تنها در شکست خط به کلمات تجزیه می شود. 

این نمونه ای از جایگزینی دستور با استفاده از عملگر () در PowerShell است:
```
#!/bin/bash

vi
 
$(
fgrep
 
-l
 
malloc
 
*.c
)

```

## جایگزینی عبارت
یک تسهیلات مرتبط، جایگزینی عبارت، در زبان‌های Common Lisp و Scheme یافت می‌شود که با استفاده از عملگر کاما-at در عبارتی که با عمل‌گر quote backquote (یا "شبه نقل قول") مشخص شده است، و در ABC ، با استفاده از یک عبارت محصور در بین نقل قول‌ها در داخل یک نمایش متن ( string literal ) فراخوانی می‌شود. برای مثال، دستور ABC WRITE '2 + 2 = `2+2`' خروجی 2 + 2 = 4 تولید می کند.

## همچنین ببینید
جایگزینی فرآیند

## مراجع
1. ↑  Dahdah, Howard. "The A-Z of Programming Languages: Bourne shell, or sh, An in-depth interview with Steve Bourne, creator of the Bourne shell, or sh" بایگانی‌شده  در ۲۰۱۰-۰۳-۱۷ توسط Wayback Machine, Computerworld, March 5, 2009.
2. ↑  "Unix Power Tools: 45.31 Nested Command Substitution". Archived from the original on 2023-05-12. Retrieved 2010-03-17.
3. ↑   {{cite book}}: Empty citation (help)
4. ↑  Johnson, Chris (2009), "8", Pro Bash Programming: Scripting the Linux Shell, New York, NY: Springer-Verlag New York, Inc., p. 84, ISBN 9781430219989, archived from the original on May 22, 2024, retrieved December 19, 2014, File names containing spaces are an abomination, but they are so common nowadays that scripts must take their possibility (or should I say inevitability?) into account. ... The result of command substitution is subject to word splitting
5. ↑  Hamilton C shell User guide: I/O redirection: Command substitution, Hamilton Laboratories, archived from the original on December 19, 2014, retrieved December 19, 2014